# J-pop

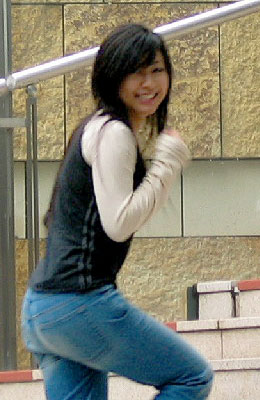
Hikaru Utada, nữ ca sĩ có album First Love được coi là bán chạy nhất mọi thời đại trong lịch sử Oricon

J-pop ジェイポップ (jeipoppu) là viết tắt của cụm từ Japanese pop (tiếng Việt: nhạc pop tiếng Nhật hay nhạc pop Nhật Bản), nó cũng là định nghĩa tương đối về một thể loại âm nhạc đã bùng nổ ở thị trường âm nhạc Nhật vào thập niên 1990. Từ này cũng ám chỉ những nghệ sĩ âm nhạc nổi tiếng của Nhật và được sử dụng bởi giới truyền thông Nhật để phân biệt những nghệ sĩ âm nhạc Nhật với những nghệ sĩ nước ngoài.

## Lịch sử

### Những năm 1920 - 1950: Ryūkōka

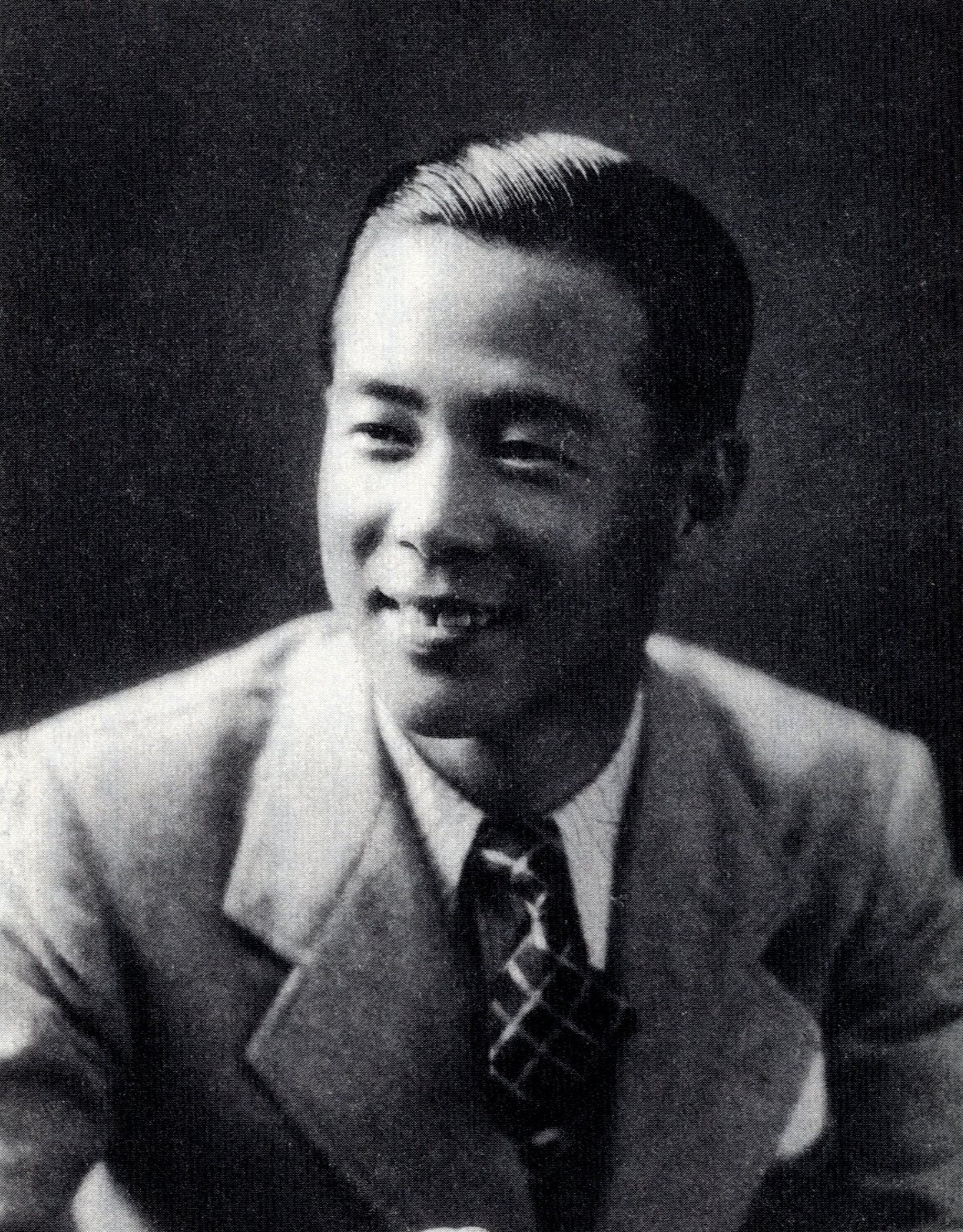
Ichiro Fujiyama, ca sĩ nổi tiếng của thể loại ryūkōka

Âm nhạc đại chúng Nhật Bản, được gọi là ryūkōka, được phân chia thành hai thể loại enka và poppusu, có xuất xứ từ thời kỳ Minh Trị, nhưng phần lớn các học giả Nhật coi thời kỳ Taishō mới là điểm khởi đầu của ryūkōka, vì đây mới là thời kỳ mà dòng nhạc này giành được tiếng vang toàn quốc. Vào thời kỳ Taisho, các nhạc cụ phương Tây, đã được giới thiệu vào Nhật Bản từ thời Minh Trị, được sử dụng rộng rãi. Chịu ảnh hưởng bởi những dòng nhạc của phương Tây như jazz và blues, ryūkōka đã kết hợp với những nhạc cụ phương Tây như vĩ cầm, harmonica và guitar. Tuy nhiên giai điệu thì vẫn được viết theo thang âm Nhật Bản.

### Thập niên 1960: Nguồn gốc của phong cách hiện đại

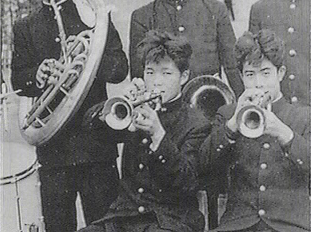
Kyu Sakamoto với ban nhạc ở trường. Ca khúc "Sukiyaki" của ông đã trở thành bài hát tiếng Nhật duy nhất từng giành vị trí quán quân trên bảng xếp hạng Billboard Hot 100.

Năm 1956, phong trào nhạc Rock and Roll phát triển rầm rộ nhờ những nhóm nhạc nổi tiếng như Kosaka Kazuya và Wagon Masters, việc những nhóm nhạc này biểu diễn ca khúc nổi tiếng của Elvis Presley là Heartbreak Hotel càng làm khuấy động nóng lên cho phong trào. Thể loại này được giới truyền thông Nhật gọi là "Rokabirī"" (ロカビリー). Các ca sĩ học tập thể loại nhạc này và dịch lời các ca khúc nổi tiếng của Mỹ, dẫn đến phong trào Cover Pops (カヴァーポップス, Kavā poppusu). Phong trào Rokabirī đạt đến đỉnh cao khi 45.000 khán giả Nhật tới xem buổi biểu diễn của những ca sĩ Nhật tại Carnival phương Tây Nichigeki trong một tuần vào tháng 2 năm 1958.

### Thập niên 1970: Phát triển
Đầu thập niên 1960, âm nhạc Nhật Bản bị ảnh hưởng bởi sự hồi sinh của nhạc dân gian Mỹ, điều này được gọi là "fōku" (フォーク), dù cho thể loại nhạc này phần lớn là các bài hát lại (cover) của những ca khúc gốc.
Đầu thập niên 1970, âm nhạc Nhật chuyển từ những ca khúc đơn giản được đệm bởi guitar sang các ca khúc được biên soạn phức tạp hơn được gọi là New Music (ニューミュージック,nyū myūjikku). Thay vì những thông điệp xã hội, các ca khúc thuộc thể loại này tập trung vào các thông điệp cá nhân như tình yêu.
Thể loại nhạc rock thời kỳ này chưa thực sự phát triển ở Nhật Bản. Tuy nhiên đến năm 1978, đĩa đơn "Toki yo Tomare" của rocker Eikichi Yazawa trở thành một hit lớn với hơn 639.000 bản được bán ra. Ông được tôn vinh là người tiên phong cho nhạc rock Nhật Bản. Trong khi đó, Keisuke Kuwata thành lập nhóm nhạc rock Southern All Stars và cho ra mắt vào năm 1978. Southern All Stars hiện vẫn nổi tiếng cho tới ngày nay. Cùng năm đó, Yellow Magic Orchestra cũng ra đời, ban nhạc gồm 4 thành viên này đã phát triển thể loại electropop. Southern All Stars và Yellow Magic Orchestra đã chấm dứt thời kỳ của New Music.

### Thập niên 1980

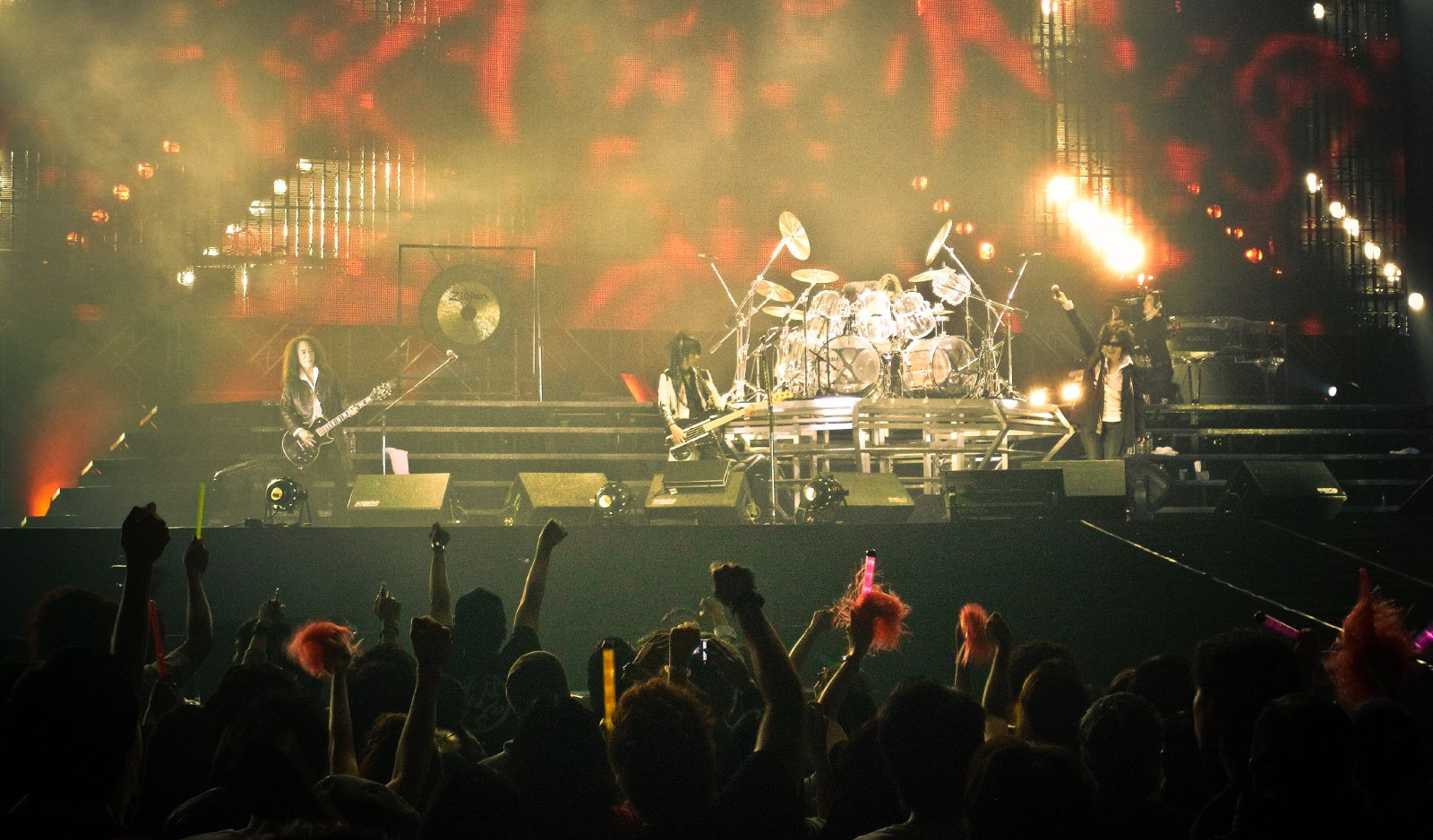
Buổi biểu diễn của nhóm X Japan

Trong thập niên 1980, từ City Pop được dùng để mô tả thể loại âm nhạc đại chúng lấy bối cảnh thành phố, trong đó thành phố Tokyo đã trở thành nguồn cảm hứng đề tài cho nhiều nghệ sĩ. Dù City Pop bị ảnh hưởng bởi New Music, ban nhạc rock Happy End được coi là một trong những người khai sinh ra dòng nhạc này ở Nhật Bản.
Trong thập niên này các nghệ sĩ nhạc rock trở nên rất nổi tiếng như Southern All Stars, Anzen Chitai, The Checkers, The Alfee, Boøwy và TM Network. Alfee trở thành nghệ sĩ đầu tiên thu hút được 100.000 người tới concert. Boøwy trở thành ban nhạc rock có ảnh hưởng, 3 album của nhóm đã giành được vị trí quán quân năm 1988, giúp họ trở thành những nghệ sĩ nam đầu tiên giành được kỳ tích này trong vòng một năm. Cuối thập niên 1980, phong trào visual kei nổi lên trong thể loại nhạc rock của Nhật, đây là một phong cách nổi bật với các nhóm nhạc nam, họ trang điểm đậm với những kiểu tóc kỳ quái và những trang phục lưỡng tính. Những đại diện tiêu biểu là X Japan và Buck-Tick.
Thời kỳ này cũng đánh dấu sự nổi lên của những ca sĩ, nhóm nhạc thần tượng như Mari Amachi, Saori Minami, Momoe Yamaguchi, Candies, Akina Nakamori, Kyōko Koizumi, Yōko Oginome, Miho Nakayama, Minako Honda và Chisato Moritaka. Các ca sĩ, nhóm nhạc thần tượng đã giành được những thành công đáng kể và hiện vẫn là những thành phần chính của thị trường âm nhạc Nhật Bản.

### Thập niên 1990

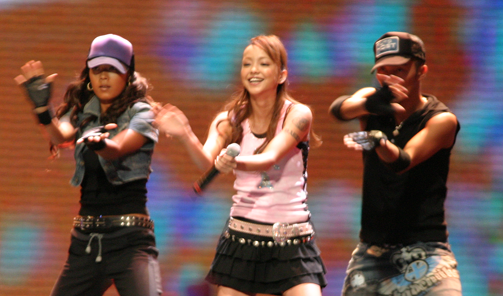
Namie Amuro (ở giữa) biểu diễn tại MTV Asia Aid ở Bangkok, Thái Lan.

Đây là giai đoạn mà thị trường âm nhạc Nhật Bản phát triển mạnh mẽ với những chiến lược marketing hiệu quả và tập trung vào việc sản xuất các sản phẩm âm nhạc với số lượng lớn. Thời kỳ từ 1990 tới 1993 là giai đoạn âm nhạc Nhật bị thống trị bởi những nhóm nhạc, ca sĩ được quản lý bởi các công ty, tiêu biểu là các nghệ sĩ như B'z, Tube, T-Bolan, Zard, Wands, Maki Oguro, Deen, Keiko Utoku và Field of View. Giai đoạn 1994 tới 1997, dòng nhạc dance/techno xâm lấn với sự nổi lên của những nghệ sĩ như TRF, Ryoko Shinohara, Yuki Uchida, Namie Amuro, Hitomi, Globe, Tomomi Kahala và Ami Suzuki.
Trong giai đoạn từ 1997 tới 1999 là giai đoạn đỉnh cao của thị trường thương mại âm nhạc Nhật Bản với hàng loạt ca sĩ đạt được cột mốc hàng triệu bản CD bán ra thị trường. Trong đó nổi bật nhất là việc Hikaru Utada bán được 7.650.000 bản cho album đầu tay First Love sau khi nó được tung ra thị trường vào tháng 3 năm 1999.

### Thập niên 2000: Đa dạng hóa

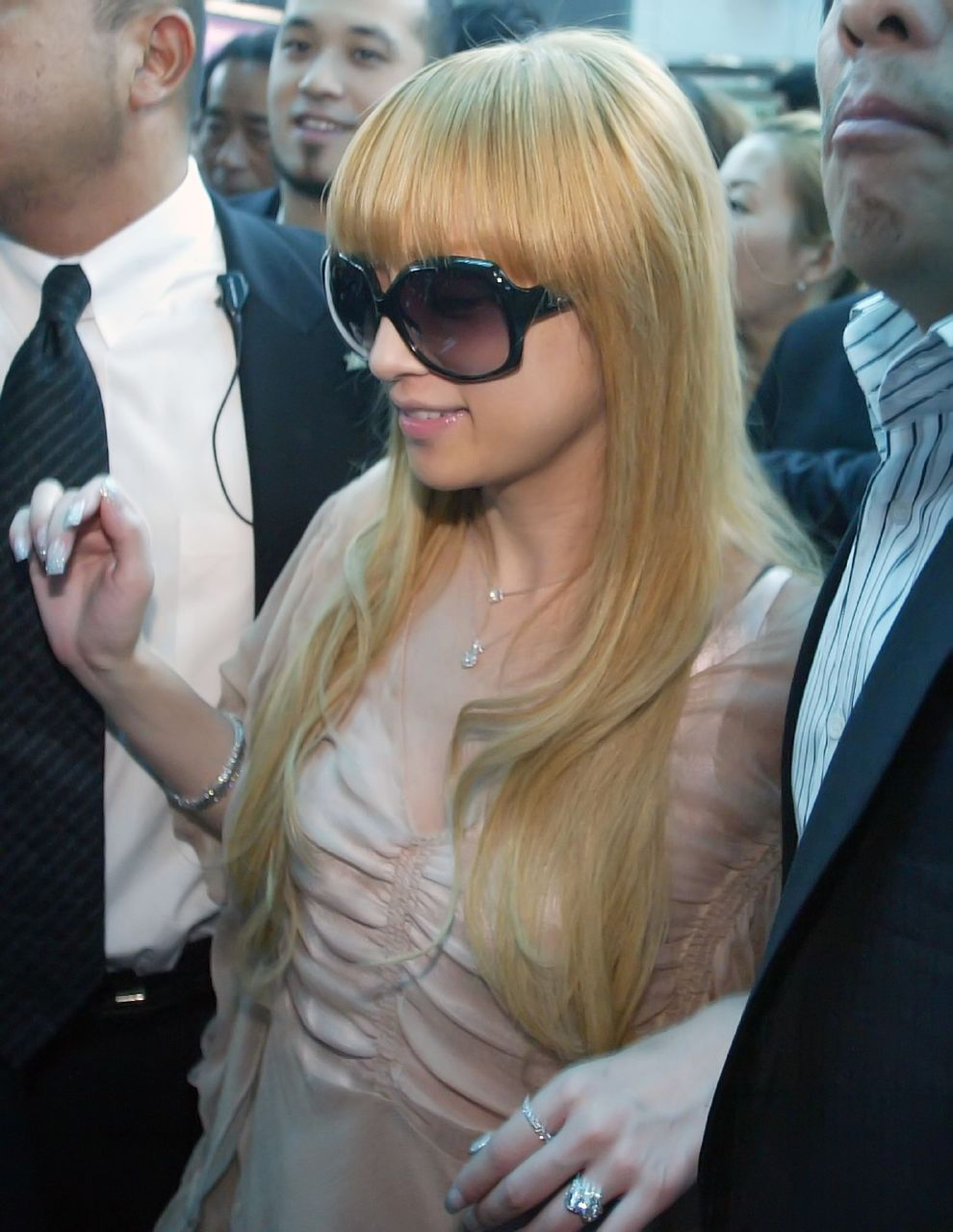
Ayumi Hamasaki tại Đài Loan, tháng 3 năm 2007.

Thập niên 2000, những ảnh hưởng của dòng nhạc R&B và Hip hop tràn tới Nhật Bản. Tháng 11 năm 2000, nhóm nhạc R&B Hóa học bán được 1,14 triệu bản trong tuần đầu tiên The Way We Are. Hay album MusiQ của Orange Range tiêu thụ được 2,5 triệu bản, biến nó trở thành album ăn khách nhất năm 2005.
Namie Amuro vẫn tiếp thống trị thị trường âm nhạc bởi phong cách thời thượng của mình.
Đây là giai đoạn nổi lên sự xuất hiện của công ty quản lý nổi tiếng Johnny & Associates, công ty đã đào tạo ra hàng loạt tên tuổi đình đám của âm nhạc Nhật giai đoạn này. Ca sĩ Ayumi Hamasaki tạo nên một cơn chấn động trong lịch sử Giải thưởng Thu âm Nhật Bản khi trở thành ca sĩ đầu tiên giành 3 giải grand pix liên tiếp từ 2001 tới 2003.
Khởi đầu là "cuộc chiến" giữa những nhóm nhạc nữ thần tượng như AKB48, Hello! Project (Morning Musume, Cute, Berryz Kobo và S/mileage), Super Girls.

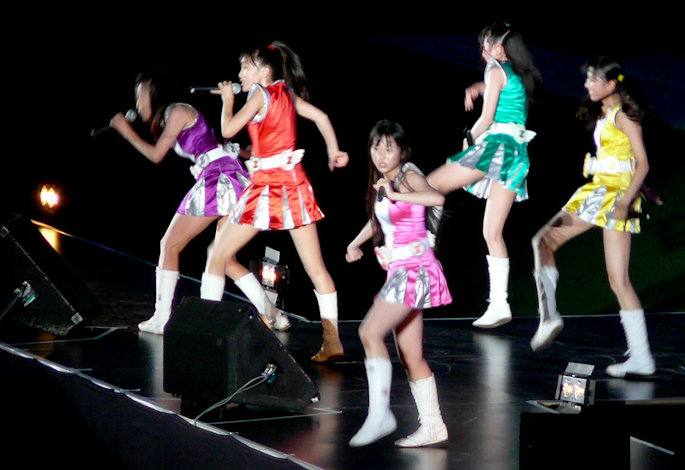
Momoiro Clover Z

Thời kỳ này cũng đánh dấu sự trở lại của những cựu binh làng nhạc Nhật Bản. Mặc dù tỷ lệ bán album ngày càng sụt giảm nhưng lượng khán giả tới xem các buổi biểu diễn ngày càng gia tăng. Năm 2007, Eikichi Yazawa trở thành nghệ sĩ đầu tiên biểu diễn 100 lần tại Nippon Budokan. Những nghệ sĩ nhạc rock như Mr. Children, B'z, Southern All Stars và Glay vẫn giành được vị trí quán quân trong giai đoạn này. Ca khúc "Sign" của Mr. Children đã giành được giải Grand pix tại Giải thưởng Thu âm Nhật Bản năm 2004. Album Home năm 2007 của Mr. Children cũng giúp nhóm vượt qua cột mốc 50 triệu đĩa bán ra tại Nhật, giúp nhóm trở thành nghệ sĩ có lượng album bán ra nhiều nhất ở Nhật Bản sau B'z với hơn 75 triệu đĩa.

### Thập niên 2010
Khởi đầu là "cuộc chiến" giữa những nhóm nhạc nữ thần tượng như Momoiro Clover Z, Tokyo Girls' Style.
Vào năm 2011, Kyary Pamyu Pamyu - một ca sĩ xuất thân là một người mẫu Harajuku ra mắt MV "PONPONPON", nó trở thành một hiện tượng trên YouTube vì phong cách Harajuku độc đáo được thể hiện trong cách biểu diễn cũng như trang phục, fan ở khắp nơi trên thế giới diện áo đầm bắt chước theo phong cách của Kyary Pamyu Pamyu mỗi khi cô đến biểu diễn.
Nhóm nhạc nữ Perfume trong giai đoạn này liên tục đứng đầu bảng xếp hạng với mỗi single của mình.
Thập niên này cũng đánh dấu sự đột phá của các band nhạc, ONE OK ROCK, SCANDAL lần lượt thâm nhập thị trường Mỹ với nhiều thành công gặt hái.
Kể từ năm 2015 trở đi, kèm theo sự ảnh hưởng lớn của K-Pop, và YouTube, dòng nhạc thị trường Nhật Bản gặp trắc trở, ngày càng có nhiều người chú ý đến những nghệ sĩ internet như Yonezu Kenshi, Daoko, các MV của họ có lúc đạt mốc 200 triệu lượt xem, dẫn tới khởi đầu trong sự chuyển mình của thị trường nhạc Nhật, chuyển từ bán đĩa sang dạng kỹ thuật số.

## Nhạc Nhật lời Việt
Thập niên 1960 - 1970, các ca khúc Pháp, Mỹ, Ý... ồ ạt du nhập vào VN, trong đó nhạc Mỹ, Pháp rất được giới trẻ Sài Gòn ưa thích. Những bài hát này có giai điệu hiện đại, nội dung gần gũi được liên tục phát trên đài phát thanh, truyền hình, đã ảnh hưởng đến cách nghe nhạc của giới trẻ Sài Gòn. Trong đó có những ca khúc Nhật ngữ cũng không ngoại lệ, được nhạc sĩ Việt Nam soạn lời Việt được trình diễn rầm rộ khắp nơi và được giới trẻ nhiệt tình hưởng ứng. Trong giai đoạn này,  có không ít các ca khúc Nhật ngữ của danh ca Mayumi Itsuwa hay nữ danh ca Đài Loan Đặng Lệ Quân đều được các nhạc sĩ Việt Nam như Phạm Duy, Lữ Liên, Khúc Lan, Nhật Ngân,... mua tác quyền về biên dịch. 
| STT | Tên bài hát gốc (rōmaji)                                  | Tên tiếng Anh         | Nghệ sĩ thể hiện | Năm phát hành | Tên bài hát phiên bản Việt Nam                                                                  |
| --- | --------------------------------------------------------- | --------------------- | ---------------- | ------------- | ----------------------------------------------------------------------------------------------- |
| 1   | 雨の日のブルース Ame No Hi No Blues                       |                       | Nagisa Yuko      | 1973          | Lời Thề Xưa - Ngọc Lan                                                                          |
| 2   | 酒場にて Sakaba Nite                                      | At The Bar            | Eri Chiemi       | 1974          | Rượu Buồn - Y Phương                                                                            |
| 3   | ブランデーグラス Burandē gurasu                           | Brandy Glass          | Ishihara Yūjirō  | 1977          | Tình xưa xa rồi - Ngọc Lan                                                                      |
| 4   | 神戸です Kobe Desu                                        | It's Kobe             | Đặng Lệ Quân     | 1977          | Những Ngày Mưa Gió - Ngọc Lan                                                                   |
| 5   | セクシー・ナイト Sekushii Naito                           | Sexy Night            | Junko Mihara     | 1980          | Tình Đã Quên Ta - Linda Trang Đài                                                               |
| 6   | 恋人よ Kobito Yo                                          | Dear Lover            | Mayumi Itsuwa    | 1980          | - Hận Tình Trong Mưa - Vũ Khanh - Tình Là Giấc Mơ - Đan Kim - Người Yêu Dấu Ơi - Hồ Quỳnh Hương |
| 7   | わたしの気持も知らないで Watashi no kimochi mo shiranaide |                       | Mayumi Itsuwa    | 1980          | Trái Ngon Hạnh Phúc - Julie Quang                                                               |
| 8   | 星降る街角 Hoshi Furu Machikado                           |                       | Akira Nakai      | 1981          | Hãy Yêu Đời - Ngọc Lan                                                                          |
| 9   | 抱きしめて Dakishimete                                    |                       | Mayumi Itsuwa    | 1991          | Ngàn Năm Vẫn Đợi - Julie Quang                                                                  |
| 10  | ジェラシー Jerashi                                        | Jealousy              | Mayumi Itsuwa    | 1980          | Tình Vỗ Cánh Ngàn - Julie Quang                                                                 |
| 11  | 想い出はいつの日も Omoide Wa Itsu No Hi Mo                |                       | Mayumi Itsuwa    | 1980          | Tình Ươm Nắng Hè - Julie Quang                                                                  |
| 12  | 春便り Haru Tayori                                        |                       | Mayumi Itsuwa    | 1980          | Cánh Thư Xuân - Julie Quang                                                                     |
| 13  | 時計 Tokei                                                |                       | Mayumi Itsuwa    | 1980          | Giọt Sầu - Julie Quang                                                                          |
| 14  | 愛の蜃気楼 Ai No Shinkirou                                |                       | Mayumi Itsuwa    | 1980          | Sa Mạc Tình Yêu - Khánh Hà                                                                      |
| 15  | 愛人 Aijin                                                | Lover                 | Đặng Lệ Quân     | 1985          | Tan Tác - Ngọc Lan                                                                              |
| 16  | 泣かないで Nakanaide                                      |                       | Mayumi Itsuwa    | 1986          | Sỏi Đá Rồi Cũng Đau - Ngọc Hương                                                                |
| 17  | 心の友 Kokoro no Tome                                     | Soul Mate             | Mayumi Itsuwa    | 1982          | Khi Cô Đơn Anh Gọi Tên Em - Thanh Hà                                                            |
| 18  | 熱いさよなら Atsui Sayonara                               | Bye Hot               | Mayumi Itsuwa    | 1984          | Tình Yêu Lạc Lối - Julie Quang                                                                  |
| 19  | 青春(ゆめ)追えば Yume Oeba                                |                       | Horiuchi Takao   | 1986          | Nhớ Ta Thì Về - Elvis Phương                                                                    |
| 20  | 残り火 Nokoribi                                           | Ember                 | Mayumi Itsuwa    | 1990          | Tàn Tro - Thanh Hà                                                                              |
| 21  | スキャンダル Sukyandaru                                   | Scandal               | Đặng Lệ Quân     | 1990          | Vòng Tay Người Ấy - Lưu Bích                                                                    |
| 22  | 雨宿り Amayadori                                          |                       | Mayumi Itsuwa    | 1991          | Vẫn Mãi Yêu Em - Tô Chấn Phong                                                                  |
| 23  | 追憶 Tsuioku                                              |                       | Âu Dương Phi Phi | 1992          | Niềm Đau Chôn Dấu - Khánh Hà                                                                    |
| 24  | Depend On You                                             |                       | Ayumi Hamasaki   | 1998          | Ban Mai Tình Yêu - Mỹ Tâm                                                                       |
| 25  | 修羅の花 Shura No Hana (nhạc phim Cô dâu báo thù)         | The Flower of Carnage | Meiko Kaji       | 2003          | Đoá Hồng Đẫm Máu - Minh Tuyết                                                                   |
| 26  | 奇蹟 Kiseki                                               | Miracle               | BoA              | 2002          | Bước Trong Mưa - Bảo Thy                                                                        |
| 27  | シルエットには舞れない Shiruetto Ni Wa Mairenai           |                       | Toshihiko Tahara | 1990          | - Một Sự Đời - Kỳ Anh - Bật Tình Yêu Lên - Tăng Duy Tân, Hòa Minzy                              |
| 28  | 瀬戸の花嫁 Seto no Hanayome                               |                       | Rumiko Koyanagi  | 1972          | Viễn Du I - Xuân Mai                                                                            |
| 29  | 細雪 - Sasameyuki                                         |                       | Hiroshi Itsuki   | Không rõ      | Cánh Hoa Đào - Xuân Mai                                                                         |
| 30  | 会いたい Aitai                                            |                       | Se7en            | 2006          | - Mưa - Minh Vương M4U - Tan Vỡ - Bằng Cường                                                    |